# Rényi Pál Dániel
Rényi Pál Dániel (?-) magyar újságíró, a 444 munkatársa.

## Életpályája
Nagyapja, Rényi Péter a Rákosi- és Kádár-diktatura vezető sajtósa volt, 1956. és 1988. között a Népszabadság főszerkesztő-helyettese volt.
1996 és 2002 között a budapesti Móricz Zsigmond Gimnáziumban tanult. 
2002 és 2008 között az Eötvös Loránd Tudományegyetem Társadalomtudományi Karán szociológia szakán tanult.
2012-ben a Financial Times Deutschland német gazdasági újságban is közölt le cikkeket.
2009 és 2015 a Magyar Narancsnál volt újságíró.
2015-től a 444 újságírója.

## Díjai, elismerései
2011-ben Bécsben Sajtószabadság-díjat kapott a Riporterek Határok Nélkül nemzetközi újságíró-szervezet ausztriai tagozatától.
2013-ban Bossányi Katalin-díjat kapott publicisztika kategóriában.
2013. november 27-én Junior Prima díjat kapott.
2014. március 30-án Joseph Pulitzer-emlékdíjat kapott.
2017 júniusában Minőségi Újságírásért díjat nyert el "Ez nem újságírás, ez politikai nehézfegyverzet" című cikkével.